# Ариково
А́риково (рос. Ариково) — присілок в Дебьоському районі Удмуртії, Росія.

## Населення
Населення — 192 особи (2010; 241 в 2002).
Національний склад станом на 2002 рік:
- удмурти — 81 %

## Урбаноніми[3]
- вулиці — Нагірна, Центральна, Шкільна